# Mateusz Szlachetka
Mateusz Łukasz Szlachetka (ur. 21 marca 1999) – polski koszykarz występujący na pozycji rozgrywającego, od 2023 zawodnik Dzików Warszawa.
8 listopada 2020 został zawodnikiem Śląska Wrocław.
14 czerwca 2021 dołączył do Trefla Sopot. 9 lipca 2022 został po raz kolejny w karierze zawodnikiem GTK Gliwice. 30 czerwca 2023 zawarł umowę z Dzikami Warszawa.

## Osiągnięcia
Stan na 30 listopada 2023, na podstawie, o ile nie zaznaczono inaczej.

### Klubowe

#### Seniorów
- Brązowy medalista mistrzostw Polski (2021)[7]
- Uczestnik rozgrywek:
  - Final Four Alpe Adria Cup (2019)
  - pucharu Adria Alpe (2018–2020)

#### Młodzieżowe
5x5
- Uczestnik mistrzostw Polski:
  - juniorów starszych (2016–2019)
  - juniorów (2016, 2017)
  - kadetów (2014, 2015)
  - młodzików (2013)

3x3
- Akademicki wicemistrz Polski 3x3 (2021)

### Reprezentacja

#### 5x5
- Uczestnik mistrzostw Europy:
  - U–20 (2019 – 14. miejsce)
  - U–18 dywizji B (2017 – 5. miejsce, 2018 – 5. miejsce)

#### 3x3
- Mistrz świata U–23 3x3 (2022)[8]
- MVP mistrzostw świata U–23 3x3 (2022)[8]
- Uczestnik:
  - akademickich igrzysk europejskich EUSA 3x3 (2022 – 8. miejsce)
  - kwalifikacji do mistrzostw Europy U–18 3x3 (2016 – 8. miejsce)